# セルジオ・コンセイソン
セルジオ・パウロ・マルセネイロ・ダ・コンセイソン（Sérgio Paulo Marceneiro da Conceição, 1974年11月15日 - ）は、ポルトガル・コインブラ出身の元同国代表の元サッカー選手。現サッカー指導者。ポジションはMF、FW。右のサイドMFやウイングを主戦場としていた。息子も同国代表選手のフランシスコ・コンセイソン。

## クラブ経歴
コインブラで生まれると、地元のアカデミカ・コインブラの下部組織でキャリアをスタート。1991年、17歳でFCポルトのユースチームへ加入し、2年間在籍した。2部の FCペナフィエルでプロデビューを果たすと、以降はレサFC、FCフェルゲイラスと同カテゴリーのクラブチームを転々とし、1996年にトップカテゴリーのFCポルトに入団。ポルトでの2年は右WGの中心選手としてゴールを重ねるなど攻守に渡り活躍し、リーグ連覇やタッサ・デ・ポルトガルのタイトル獲得に貢献した。
この活躍が認められて、1998-99シーズンにセリエAへ渡り、移籍金1120万ユーロでラツィオへ加入。デビュー戦となったスーペルコッパ・イタリアーナではユヴェントス相手に移籍後初ゴールを決めて優勝を果たした。移籍後右サイドですぐにレギュラーを掴み、UEFAカップウィナーズカップでも優勝を果たした。またリーグ戦では33試合5得点を記録した。翌1999-2000シーズンはリーグとコッパ・イタリアの2冠にUEFAスーパーカップとチームの黄金期を支えた。
2000年7月、エルナン・クレスポと交換で同僚のマティアス・アルメイダと共にパルマACへ移籍。次のシーズンは、同様にセバスティアン・フレイとの交換でインテルナツィオナーレ・ミラノへ移籍金10億リラ・4年契約で加入した。ここでは、エクトル・クーペル監督の下で思うように活躍が出来ずにいると、2003年7月28日に双方合意で契約を解除して自由移籍でラツィオへ復帰するも出場機会はあまりなく、再び契約を解除しFCポルトへ復帰。ポルトでは、自身3度目となるスーペル・リーガのタイトルを獲得した。
2004年、ポルトとの契約が満了したためベルギーのスタンダール・リエージュと1年契約で加入。加入後程なくして練習中に膝を負傷したことにより、約1ヶ月戦列を離れていた時期があったものの、同シーズンのベルギー・ゴールデン・シューに輝いた。その後も活躍を続けていたが、2006年3月の試合中に相手選手に唾を吐きかけたことでレッドカードを提示されると、さらに主審に対し暴行をしたことでベルギーサッカー協会から4ヶ月半の出場停止を言い渡され、そのままシーズンを終了した。
翌2006-07シーズンは、UEFAチャンピオンズリーグ予選3回戦に間に合いサスペンションが終わりるも、今度は左膝を負傷したことで離脱を余儀なくされ、キャプテンを失って窮地に陥ったチームはFCステアウア・ブカレストに敗れ本大会進出を逃した。また、リーグ戦では3位・カップ戦では決勝戦で敗れ準優勝とタイトル獲得に及ばなかった。
2007年6月24日、SCブラガ移籍寸前だったものの、年俸110万ユーロでクウェートのカーディシーヤSCと契約。2008年1月、ポルトガル復帰が失敗するも同胞のフェルナンド・サントス率いるギリシャのPAOKテッサロニキと18ヶ月の契約で加入すると、クラブの伝説的選手にして会長を務めるテオドロス・ザゴラキスの背番号7を与えられた。
翌2008-09シーズンからキャプテンを務め、同胞のアデリーノ・アンドレ・ヴィエイラ・フレイタス（ヴィエイリーニャ）と共に両WGのレギュラーとして支え、優勝には及ぼなかったもののパナシナイコスFC、AEKアテネFCといった3強のうち2チームを抑え準優勝に貢献。そのリーダーシップとクラブへの献身からファンのお気に入り選手となっていった。しかし、翌シーズンの序盤に負傷をすると定期的な怪我に悩まされ、10月13日に引退を表明。程なくして、同クラブの会長となったジシス・ヴリーザスの後を引き継ぎスポーツディレクターに就任した。
2010年5月後期にPAOKから去り、コーチングスタッフとして古巣のスタンダールに移動。2012年1月1日、ダウト・ファキラに代わりSCオリャネンセの監督に就任。指導者としてのキャリアをスタートさせた。

## 代表経歴
ポルトガル代表としては、1996年11月19日の1998 FIFAワールドカップ・ヨーロッパ予選・ホームで1-0と勝利したウクライナ戦でデビューをし、2003年9月6日の親善試合で0-3で敗北したスペイン戦まで56試合12得点を記録した。
UEFA EURO 2000でチームはグループステージを2連勝し、早々と1位突破が確定する中でコンセイソンは控えとしてプレーしていた。ロッテルダムで行われた3試合目にして最終戦のドイツ戦でようやく先発起用されると、前回王者相手にこの試合全ゴールとなるハットトリックを決めると、この活躍が認められて、以降は敗退するまでスタメンとしてプレーした。
2002 FIFAワールドカップ・ヨーロッパ予選でアイルランドやオランダ等から4ゴールを奪い本大会進出に貢献し、メンバーにも選ばれた。

## プライベート
故郷コインブラに自身の名を冠した収容人数2,500人のエスタディオ・ムニシパル・セルジオ・コンセイソンが建設された。
子息のフランシスコ・コンセイソンは自身が監督を務めるFCポルトに所属、2024年3月、初めてポルトガル代表に招集され、2024年6月18日、UEFA EURO 2024のグループステージA・チェコ戦で得点を決め、親子でUEFA EURO本大会の得点者となった。

## 代表歴

### 出場大会
- ポルトガル代表
  - 2002 FIFAワールドカップ

### 試合数
- 国際Aマッチ 56試合 12得点（1996年-2003年）[18]

| ポルトガル代表 | 国際Aマッチ | 国際Aマッチ |
| 年             | 出場        | 得点        |
| -------------- | ----------- | ----------- |
| 1996           | 1           | 0           |
| 1997           | 7           | 1           |
| 1998           | 3           | 0           |
| 1999           | 9           | 1           |
| 2000           | 12          | 5           |
| 2001           | 6           | 2           |
| 2002           | 11          | 3           |
| 2003           | 7           | 0           |
| 通算           | 56          | 12          |

## タイトル

### 選手時代
レサFC
- セグンダ・リーガ : 1994-95

FCポルト
- スーペル・リーガ : 3回（1996-97、1997-98、2003-04）
- タッサ・デ・ポルトガル : 1997-98
- スーペルタッサ・カンディド・デ・オリベイラ : 1997

SSラツィオ
- UEFAカップウィナーズカップ : 1998-99
- UEFAスーパーカップ : 1999
- セリエA : 1999-2000
- スーペルコッパ・イタリアーナ : 1998
- コッパ・イタリア : 1999-2000、2003-04

個人
- ベルギー・ゴールデン・シュー : 2005

### 監督時代
FCポルト
- プリメイラ・リーガ : 2017-18、2019-20、2021-22
- タッサ・デ・ポルトガル : 2019-20、2021–22、 2022–23、2023–24
- タッサ・ダ・リーガ : 2022–23
- スーペルタッサ・カンディド・デ・オリベイラ : 2018、2020、2022

個人
- プリメイラ・リーガ年間最優秀監督 : 2017–18、2019–20、2021–22